# Josip Škerlj
Josip Škerlj (Dubrovnik, 24. travnja 1941.), hrvatski slikar, pedagog i književnik i kroničar.

## Životopis
Jedan od najznačajnijih dubrovačkih slikara današnjice rodio se u dijelu Grada zvanom Ploče. Likovnu akademiju završio je u Zagrebu u klasi Otona Postružnika 1965. godine. Povratkom u Dubrovnik, zapošljava se kao nastavnik likovnog odgoja u osnovnim školama Marina Držića i Ivana Gundulića sve dok se nije umirovio 2006. godine. 
Zajedno sa slikarima Josipom Pinom Trostmannom i Lukšom Pekom pripada generaciji "drugog trolista" nakon Iva Dulčića, Antuna Masle i Đura Pulitike. Slikarskim usmjerenjem pripada dubrovačkoj šarenoj školi, pravcu poznatom u likovnoj umjetnosti kao dubrovački koloristi. Iznimno je plodan umjetnik i do danas je stvorio nekoliko slikarskih ciklusa koji bi se po svojemu određenju mogli svrstati u nadrealizam, apstrakciju, zatim je tu ciklus crtica koje je izložio s kolegom Mišom Baričevićem. Najkarakterističniji kolorit mu je vinsko-crvenih boja koje vuku tradiciju od Eugènea Delacroixa.
Osim slikarstvom, Josip Škerlj se bavi i poezijom. Do sada je objavio desetak zbirki pjesama ljubavne i lokalpatriotske tematike, a pisao je i pripovijetke i kronike. Kroz sav mu se rad provlači Dubrovnik kao opsesija.
O njegovu životu i radu HRT je 2002. snimio TV izložbu (tekst Antun Karaman). Prvi dokumentarni film o njemu, djelo je autora Vedrana Benića. U kolovozu 2007. godine, u sklopu projekta "Dubrovački likovni umjetnici" o njemu je snimljen drugi po redu dokumentarni film. Autori su Marin Ivanović i Nikša Spremić. 
Dobitnik je odlikovanja Reda Danice hrvatske s likom Marka Marulića.

## Vanjske poveznice
- Službena stranica